# Дзержинськруда
Дзержинськруда — залізорудний трест у місті Кривий Ріг.

## Історія
У 1930 році почав роботу трест «Руда», спадкоємець Південно-рудного тресту. 
У 1939 році на базі тресту «Руда» утворено 3 залізорудні трести: «Дзержинськруда», «Жовтеньруда» та «Ленінруда».
Після ІІ Світової війни чинними залишилися трести «Дзержинськруда» та «Ленінруда».
На 1969 видобував 26 мільйонів тонн залізняку — в 9 разів більше, ніж давали попередники підприємств тресту в 1913 році.
У 1973 році ліквідований через організацією промислового об'єднання «Кривбасруда».

## Характеристика
Трест об'єднував 4 шахтоуправління (рудоуправління): імені Ф. Е. Дзержинського, імені С. М. Кірова, імені Ілліча та «Інгулець», спеціалізовані управління та допоміжні підприємства.
Керівником був Яким Фотійович Хівренко
, 
в 1957—1966 рр. — Георгій Семенович Зималєв
.